# Synagoga w Duszanbe
Synagoga w Duszanbe – synagoga znajdująca się w Duszanbe, stolicy Tadżykistanu. Wybudowano ją w 2009 roku, trzy lata po zburzeniu starszego obiektu.

## Historia
Pierwsza synagoga została zbudowana na początku XX wieku przez Żydów bucharskich w jednej z dwóch wówczas istniejących dzielnic żydowskich. W 1952 roku na polecenie władz Związku Radzieckiego synagoga została znacjonalizowana i zamknięta dla kultu religijnego. W tym samym roku również dwie pozostałe synagogi na terenie Tadżykistanu zostały zamknięte. W 1958 roku władze miasta zezwoliły na ponowne użytkowanie synagogi przez lokalną gminę żydowską, chociaż teren, na którym stała, ciągle pozostawał własnością państwową. Funkcjonowała bez przerwy po odzyskaniu niepodległości przez Tadżykistan w 1991 roku oraz podczas wojny domowej w latach 1992–1997. W 1995 roku dokonano napadu na synagogę oraz na kilka pobliskich domów należących do ludności żydowskiej.
31 maja 2004 roku lokalna gmina żydowska otrzymała oficjalny list, w którym władze miasta nakazały jej opuszczenie synagogi do lipca tego samego roku. Jej wyburzenie zostało zatwierdzone przez administracyjną komisję dystryktu Ismail Somoni już w styczniu 2003 roku. Przyczyną tego stanu rzeczy była planowana budowa „Pałacu Narodów”, czyli pałacu prezydenckiego, który miał powstać na terenie, który również zajmowała synagoga. Rozbiórka, która według planów miała się odbyć w 2004 roku, została dokonana na początku lutego 2006 roku poprzez wyburzenie mykwy, rzeźni koszernej oraz klas szkółki żydowskiej. 22 lutego rozebrano główną część synagogi, ale ze względu na liczne protesty ocalał jedynie fragment, którego los jest nadal niepewny. Na miejscu wyburzonej części powstała droga do budowanego Pałacu Narodów.
Do czasu zburzenia synagoga służyła 300 Żydom; była jedynym czynnym żydowskim domem modlitwy w kraju. W ramach odszkodowania 20 marca 2006 roku gmina żydowska otrzymała działkę o powierzchni 1500 m² przy ulicy Nazyina Chikmeta 26 pod budowę nowej synagogi na własny koszt. Jednak ze względu na niewielką liczbę członków gminy, a także ich niezamożność, budowa nowego miejsca modlitwy była początkowo niemożliwa.
W 2009 roku otwarto w Duszanbe nową synagogę. Budowa została sfinansowana m.in. przez tadżyckiego biznesmena Hasana Assadullozoda.

## Kontrowersje wokół zburzenia synagogi

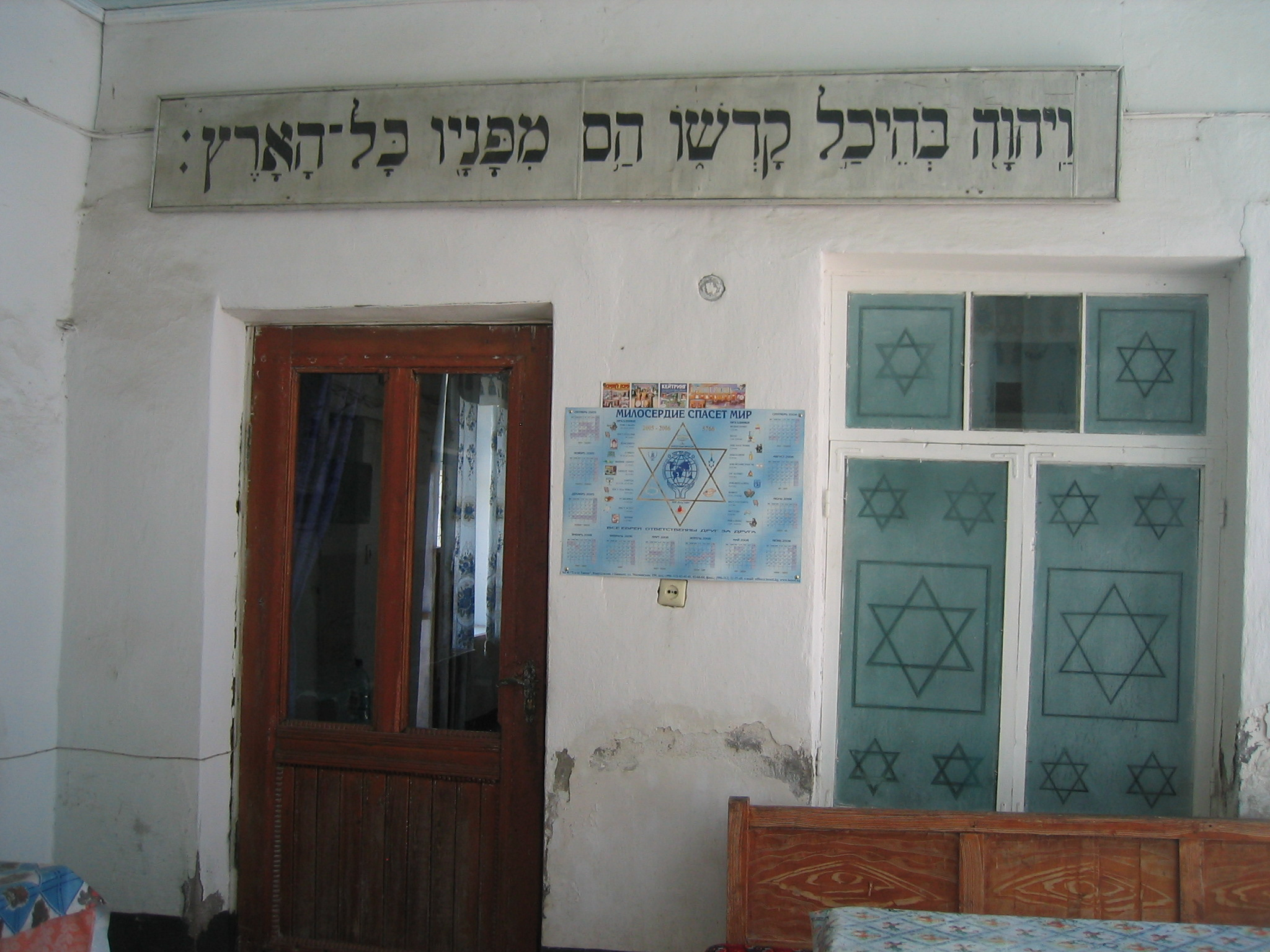
Wejście do synagogi

Zburzenie synagogi odbiło się szerokim echem na całym świecie i wywołało wiele kontrowersji, głównie w środowisku żydowskim. Jak stwierdził Sahmsuddin Nuriddinow, szef departamentu stosunków religijnych gminnej administracji Duszanbe, budynek nie posiadał żadnej historycznej wartości. Dodał również, że nie mógłby wejść w skład kompleksu Pałacu Narodów, ze względu na swój nieestetyczny wygląd oraz niestosowność faktu, aby synagoga stała obok pałacu prezydenckiego. Zaznaczył, że nie widzi sposobu, aby włączyć ją do planu odbudowy. Rabin synagogi Michail Abdurakhmanov oświadczył, że władze mogłyby się spotkać z Żydami, wysłuchać naszych racji, zamiast burzyć jedyną synagogę w kraju. Mimo iż synagoga została oficjalnie znacjonalizowana w 1952 roku, to rabin uważał, że według prawa powinna ona należeć do Żydów, którzy postawili ją z własnych środków przed około stu laty.
Abe Dowid Gurevicz, naczelny rabin Azji Środkowej i główny przedstawiciel w regionie ruchu Chabad-Lubavitch nazwał wyburzenie synagogi świętokradztwem. Wyburzenie synagogi ostro potępiło także UNESCO, które przez długi okres walczyło o powstrzymanie władz przed jej rozbiórką.